# 이상준 (축구 선수)
이상준(1999년 10월 14일 ~ )은 대한민국의 축구 선수이다. 포지션은 수비수로 현재 천안 시티 FC 소속이다.

## 클럽팀 경력
부산 아이파크의 유스팀을 두루 거친 이상준은 2018시즌을 앞두고 부산에 콜업이 되었다.
2022시즌을 앞두고 진주시민축구단으로 임대되었다.

## 국가대표 경력
2019년 FIFA U-20 월드컵 최종명단에 포함되었다. 포르투갈과의 조별예선 1차전에서 교체 투입되었다. 하지만 팀의 1-0 패배를 막지는 못했다.

## 수상

### 팀
- FIFA U-20 월드컵 준우승: 2019